# Domino (Texas)
Domino è un centro abitato degli Stati Uniti d'America, situato nella contea di Cass dello Stato del Texas.

## Geografia fisica
Domino è situata a 33°15′06″N 94°06′54″W.
Secondo lo United States Census Bureau, ha un'area totale di 0,3 miglia quadrate (0,78 km²).

## Società

### Evoluzione demografica
Secondo il censimento del 2000, c'erano 52 persone, 19 nuclei familiari, e 14 famiglie residenti nella città. La densità di popolazione era di 151,4 persone per miglio quadrato (59,1/km²). C'erano 20 unità abitative a una densità media di 58,2 per miglio quadrato (22,7/km²). La composizione etnica della città era formata dal 36,54% di bianchi e il 63,46% di afroamericani.
C'erano 19 nuclei familiari di cui il 26,3% avevano figli di età inferiore ai 18 anni, il 47,4% erano coppie sposate conviventi, il 26,3% aveva un capofamiglia femmina senza marito, e il 21,1% erano non-famiglie. Il 15,8% di tutti i nuclei familiari erano individuali e il 10,5% aveva componenti con un'età di 65 anni o più che vivevano da soli. Il numero di componenti medio di un nucleo familiare era di 2,74 e quello di una famiglia era di 3,07.
La popolazione era composta dal 21,2% di persone sotto i 18 anni, il 5,8% di persone dai 18 ai 24 anni, il 21,2% di persone dai 25 ai 44 anni, il 42,3% di persone dai 45 ai 64 anni, e il 9,6% di persone di 65 anni o più. L'età media era di 46 anni. Per ogni 100 femmine c'erano 100,0 maschi. Per ogni 100 femmine dai 18 anni in giù, c'erano 78,3 maschi.
Il reddito medio di un nucleo familiare era di 31.250 dollari, e quello di una famiglia era di 33.125 dollari. I maschi avevano un reddito medio pro capite di 37.083 dollari contro i 21.429 dollari delle femmine. Il reddito medio pro capite era di 11.795 dollari. C'erano l'11,8% delle famiglie e il 16,1% della popolazione che vivevano sotto la soglia di povertà, incluso il 16,7% di persone sotto i 18 anni e il 22,2% di persone sopra i 64 anni.